# Кубок Европы по спортивной ходьбе 2003
Кубок Европы по спортивной ходьбе 2003 года прошёл 18 мая в городе Чебоксары (Россия). Сильнейших выявляли взрослые спортсмены и юниоры до 20 лет (1984 года рождения и моложе). Были разыграны 10 комплектов медалей (по 5 в личном и командном зачёте).
На старт вышли 243 ходока из 27 стран Европы (112 мужчин, 54 женщины, 45 юниоров и 32 юниорки). Трасса была проложена по набережной Чебоксарского залива.
Каждая команда могла выставить до четырёх спортсменов в каждый из взрослых заходов и до трёх в юниорских соревнованиях. Лучшие в командном зачёте определялись по сумме мест трёх лучших спортсменов среди взрослых и двух лучших — среди юниоров.

## Расписание
| Дата        | Время | Забег         |
| ----------- | ----- | ------------- |
| 18 мая 2003 | 08:00 | 50 км мужчины |
| 18 мая 2003 | 09:00 | 10 км юниоры  |
| 18 мая 2003 | 10:00 | 10 км юниорки |
| 18 мая 2003 | 13:30 | 20 км женщины |
| 18 мая 2003 | 15:30 | 20 км мужчины |

Время местное (UTC+4)

## Медалисты
Курсивом выделены участники, чей результат не пошёл в зачёт команды

### Мужчины и юниоры
| Дисциплина             | Золото                                                                                             | Золото   | Серебро                                                                                      | Серебро  | Бронза                                                                           | Бронза   |
| ---------------------- | -------------------------------------------------------------------------------------------------- | -------- | -------------------------------------------------------------------------------------------- | -------- | -------------------------------------------------------------------------------- | -------- |
| 20 км                  | Франсиско Хавьер Фернандес Испания                                                                 | 1:19.48  | Алессандро Ганделлини Италия                                                                 | 1:20.52  | Владимир Андреев Россия                                                          | 1:20.56  |
| 20 км (команды)        | Испания · Франсиско Хавьер Фернандес · Давид Маркес · Хосе Давид Домингес · Хосе Алехандро Камбиль | 13 очков | Россия · Владимир Андреев · Илья Марков · Андрей Стадничук · Константин Голубцов             | 18 очков | Италия · Алессандро Ганделлини · Лоренцо Чиваллеро · Энрико Ланг · Марко Джунджи | 26 очков |
| 50 км                  | Герман Скурыгин Россия                                                                             | 3:47.50  | Алексей Воеводин Россия                                                                      | 3:48.43  | Семён Ловкин Россия                                                              | 3:51.36  |
| 50 км (команды)        | Россия · Герман Скурыгин · Алексей Воеводин · Семён Ловкин · Степан Юдин                           | 6 очков  | Испания · Сантьяго Перес · Франсиско Хосе Пинардо · Марио Авельянеда · Хосе Антонио Гонсалес | 16 очков | Португалия · Педру Мартиньш · Жорже Коста · Луиш Гиль · Мариу Контрейраш         | 54 очка  |
| Юниоры 10 км           | Андрей Юрин Украина                                                                                | 41.32    | Александр Прохоров Россия                                                                    | 41.36    | Николай Середович Белоруссия                                                     | 41.40    |
| Юниоры 10 км (команды) | Россия · Александр Прохоров · Владимир Парваткин · Владимир Канайкин                               | 6 очков  | Испания · Франсиско Арсилья · Луис Мануэль Корчете · Бенхамин Санчес                         | 11 очков | Беларусь · Николай Середович · Алексей Бабич · Александр Казаков                 | 14 очков |

### Женщины и юниорки
| Дисциплина              | Золото                                                                           | Золото   | Серебро                                                                | Серебро  | Бронза                                                                               | Бронза   |
| ----------------------- | -------------------------------------------------------------------------------- | -------- | ---------------------------------------------------------------------- | -------- | ------------------------------------------------------------------------------------ | -------- |
| 20 км                   | Елена Николаева Россия                                                           | 1:26.22  | Элизабетта Перроне Италия                                              | 1:27.58  | Мария Васко Испания                                                                  | 1:28.10  |
| 20 км (команды)         | Италия · Элизабетта Перроне · Росселла Джордано · Элиза Ригаудо · Гизелла Орсини | 27 очков | Испания · Мария Васко · Мария Крус Диас · Ева Перес · Беатрис Паскуаль | 40 очков | Россия · Елена Николаева · Наталья Федоськина · Антонина Петрова · Лариса Емельянова | 44 очка  |
| Юниорки 10 км           | Ирина Петрова Россия                                                             | 46.54    | Вера Соколова Россия                                                   | 47.02    | Снежана Юрченко Белоруссия                                                           | 47.03    |
| Юниорки 10 км (команды) | Россия · Ирина Петрова · Вера Соколова · Ксения Ищейкина                         | 3 очка   | Беларусь · Снежана Юрченко · Татьяна Метлевская · Алла Божко           | 7 очков  | Германия · Майя Ландман · Ульрике Зишка                                              | 14 очков |